# Cyanophrys agricolor
Cyanophrys agricolor är en fjärilsart som beskrevs av Butler och Druce 1872. Cyanophrys agricolor ingår i släktet Cyanophrys och familjen juvelvingar. Inga underarter finns listade i Catalogue of Life.